# Carl Laemmle
Carl Laemmle (ur. 17 stycznia 1867 w Laupheim, zm. 24 września 1939 w Los Angeles) – pionier amerykańskiego przemysłu filmowego, założyciel studia Universal. Laemmle wyprodukował bądź w inny sposób przyczynił się do powstania około czterystu filmów.
Uważany za jednego z najważniejszych pionierów filmu, Laemmle urodził się na Radstrasse – w żydowskiej dzielnicy Laupheim, w Niemczech. Wyemigrował do USA w 1884, pracując w Chicago jako księgowy i kierownik biura przez 20 lat. Zaczął kupować nickelodeony, w końcu założył przedsiębiorstwo dystrybucji filmów Laemmle Film Service.
8 czerwca 1912 w Nowym Jorku, Carl Laemmle z Independent Motion Picture Company, Pat Powers z Powers Picture Company, Mark Dintenfass z Champion Films i Bill Swanson z American Éclair, podpisali kontrakt, by połączyć swe studia. Cztery studia przekształciły się w słynne w historii Hollywood Universal Motion Picture Manufacturing Company. Studio stworzyli w 1914 na zakupionych 235 akrach (0,95 km²) ziemi w San Fernando Valley.
We wczesnych i środkowych latach trzydziestych jego syn – Carl Laemmle Jr – wyprodukował serię drogich i komercyjnie nieudanych filmów dla studia. Chociaż były sporadyczne sukcesy takie jak: Back Street (1932), Show Boat (1936) i sławna kolekcja klasyki horrorów, do której należały takie filmy jak Dracula czy Frankenstein. Carl i Carl Jr zostali usunięci z przedsiębiorstwa w 1936.
Laemmle pozostał człowiekiem sukcesu dla jego rodzinnego miasta Laupheim przez całe życie, również dzięki finansowemu wsparciu, którego udzielał setkom Żydów z Laupheim i Württemberga, by wyemigrowali z nazistowskich Niemiec do USA (uiszczał za nich emigracyjne i imigracyjne opłaty). W ten sposób ratował ich od Holokaustu. Żeby zapewnić i ułatwić ich emigrację, Laemmle skontaktował się z amerykańskimi władzami, członkami Izby Reprezentantów i Sekretarzem Stanu Cordellem Hullem. On też interweniował w sprawie żydowskich uchodźców na pokładzie statku SS St. Louis, który ostatecznie został wysłany z Hawany do Europy w 1939. (Wydarzenie to zostało pokazane w filmie fabularnym Przeklęty rejs z 1976).
Zmarł w wyniku choroby serca w wieku 72 lat, Carl Laemmle został pochowany na Home of Peace Cemetery w East Los Angeles w Kalifornii.
Jego siostrzenica, Isabelle Rebekah Laemmle, znana jako Carla Laemmle, pojawiła się w kilku filmach, by pod koniec lat 30. wycofać się z kina.